# Caracalla római császár
Imperator Caesar Marcus Aurelius Antoninus Augustus, általánosan elterjedt ragadványnevén Caracalla császár, született (Lucius) Septimius Bassianus (Lugdunum Sequanorum, 188. április 4. – Harran, 217. április 8.) római császár, Septimius Severus és Julia Domna idősebb fia.

## Ragadványnevének eredete
Eredeti neve Lucius Septimius Bassianus, a Caracalla nevet gúnyból kapta a caracallus nevű, germán vagy kelta eredetű rövid, testhezálló csuklyás hadi köpenyről, amelyet előszeretettel viselt. A IV. századig a történetírók Caracallusnak, azt követően Carcallának hívták.
Egyéb nevei:
- (Lucius) Septimius Bassianus (születési)[1]
- Marcus Aurelius Antoninus Caesar (196-tól)[2]
- Imperator Caesar Marcus Aurelius Antoninus Augustus (198-tól)[3]
- Caesar Marcus Aurelius Severus Antoninus Pius Augustus (211-től)

## Élete
Atyja, aki 196-ban caesarrá s két évre rá augustussá nevezte ki, ifjabb testvérével Getával együtt magával vitte a britanniai hadjáratába azon reményben, hogy a háború a két testvér kölcsönös gyűlölködését le fogja lohasztani. Alig halt meg azonban Septimius Severus, 211-ben Eboracumnál s a légiók mind a két testvért császárukká kiáltották ki, a küzdelem kettőjük közt élet-halálra kitört. Caracalla, miután az ellenséggel szégyenletes békét kötött, visszatért Rómába s itt öccsét anyja karjai között leszúratta; vele együtt összes hívei (állítólag 20 000) halálukat lelték, köztük a híres jogtudós, Aemilius Papinianus is, mert vonakodott Caracalla testvérgyilkosságát a szenátus előtt védelmezni. A hadsereget gazdag ajándékokkal engesztelte ki. Általában mindent elkövetett, hogy a katonák bizalmát biztosítsa magának. Egyebekben is hű maradt az atyai hagyományokhoz. Atyjától örökölte a katonai hajlamokat. Eszményképe Nagy Sándor volt, háborúi azonban, amelyek érdeklődésének egyetlen tárgyát képezték, egyszerű rablóhadjáratok voltak. Rómában rövid időközönként fordult meg, mindannyiszor másokat zsarolt és vagyonukat elkobozta, hogy a hadsereg követeléseit kielégítse. Azon nagy fontosságú intézkedése, hogy 212-ben a birodalom összes szabad születésű lakosának polgárjogot adományozott (Constitutio Antoniniana), szintén csak újabb pénzforrást volt hivatva számára nyitni, amennyiben azontúl a tartománybeliek az addig viselt terheken felül még a polgárok adóit is megfizetni tartoztak (melyeket 5%-ról 10%-ra emelt). Az ő nevéhez fűződik az antoninianus pénz bevezetése Kr.u. 215-ben. Egyébként egész uralkodása alatt egyebet sem tett, minthogy hadserege élén a provinciákat járta. Előbb a Rajna és Duna mentén a germánokkal és alemannokkal harcolt, minden eredmény nélkül. Ezután Kis-Ázsiába ment át, hol Nikomédiában és Antiochiában huzamosabb ideig tartózkodott. 215-ben Egyiptomban járt. Alexandriában a lakosok csipkedései annyira dühbe hozták, hogy iszonyú vérengzést vitetett véghez. 216-ban visszatérve Ázsiába, színlelt házassági ajánlatával benyomult a pártusok birodalmába. IV. Ardaván pártus király lányának kezét kérte meg, ezzel az árulással sikerült átmenetileg győznie és a gyors visszavonulás közben fosztogatnia. E győzelem után a Parthicus nevet is felvette.

## Halála
216 telére visszavonult és vadászattal, kocsiversenyekkel múlatta az időt. Úgy tervezte, hogy a következő évben újabb támadást indít a párthusok ellen. Erre azonban már nem maradt ideje, ugyanis a főhadiszálláson pihenő császár ellen összeesküvést szőttek. Bár egy parancsnok fülébe jutott a terv, aki figyelmeztetni akarta a császárt, de a levél először Julia Domna kezébe került, így az nem ért időben Edesszába. A cselszövés érdemi szerzőjének Marcus Opellius Macrinust, a praetorianus gárda parancsnokát tartották, aki végrehajtónak egy Iulius Martialis nevű tisztet szemelt ki. Martialisnak minden oka megvolt a bosszúra, mivel állítólag néhány nappal korábban testvérét koholt vádak alapján végeztette ki a császár. Caracalla 217. április 8-án Edessza és Carrhae között Martialis és Macrinus kíséretében lovagolt ki. Útközben a császár leszállt a lováról, hogy szükségét végezze. Csak Martialis maradt mellette, aki a gyorsan adódott lehetőséget kihasználva egyetlen szúrással megölte a császárt. Ezt követően lóra pattant, és elvágtatott, de a testőrök utolérték és megölték. Macrinus ártatlannak tettetve magát jajveszékelt a többiekkel. Az elhamvasztott holttestet elküldték anyjának, és Hadrianus mauzóleumába temették. Néhány évvel később ide temették Julia Domnát is. Pár hónappal később Elagabalus (Heliogabalus) mindkettőjüket istenné nyilváníttatta.

## A termák
Rómában az uralkodása idején megnyitott és a nevéről ismeretes közfürdő (Caracalla termái) romjai a római kor egyik legimpozánsabb emlékét alkotják.